# Эффект частичного объёма
Эффект (артефакт) частичного объема - это артефакт, который зависит от размера вокселя изображения. Например, если воксель маленький, то он содержит только сигнал от одного типа ткани. Например, от жира или воды. При увеличении объема в воксель входят сигналы от различных тканей, то есть интенсивность сигнала является взвешенным средним значением содержания жира и воды в вокселе. Кроме того, что интенсивность становится взвешенным значением, также теряется разрешение изображение, что связано с тем, что структуры разного типа тканей перекрывают друг друга. 
При увеличении размера вокселя значение сигнала пропорционально увеличивается. Однако увеличение размера вокселя никак не влияет на шум, поэтому увеличение размера вокселя также приводит к увеличению отношения сигнал/шум ценой увеличения влияния эффекта частичного объема.
1. ↑  Hendrick, R. Edward. Breast MRI : fundamentals and technical aspects. — New York: Springer, 2008. — 1 online resource (xvi, 251 pages) с. — ISBN 978-0-387-73507-8, 0-387-73507-0, 0-387-73506-2, 978-0-387-73506-1. Архивировано 11 июля 2020 года.